# Кутинська сільська рада
Ку́тинська сільська́ ра́да — колишній орган місцевого самоврядування в Зарічненському районі Рівненської області. Адміністративний центр — село Кутин.

## Загальні відомості
- Кутинська сільська рада утворена в 1945 році.
- Територія ради: 68,476 км²
- Населення ради: 1 446 осіб (станом на 2001 рік)
- Водоймища на території, підпорядкованій даній раді: річка Веселуха, озеро Задовження, озеро Лісвідське.

## Населені пункти
Сільській раді підпорядковані населені пункти:
- с. Кутин
- с. Задовже
- с. Заозер'я
- с. Кутинок
- с. Любинь

## Склад ради
Рада складалася з 16 депутатів та голови.
- Голова ради: Татусь Ніна Григорівна
- Секретар ради: Ткачук Наталія Михайлівна

### Керівний склад попередніх скликань
| Прізвище, ім'я, по батькові | Основні відомості                                                 | Дата обрання | Дата звільнення |
| --------------------------- | ----------------------------------------------------------------- | ------------ | --------------- |
| Татусь Ніна Григорівна      | Сільський голова, 1957 року народження, освіта вища, позапартійна | 26.03.2006   | 31.10.2010      |
| Татусь Ніна Григорівна      | Сільський голова, 1957 року народження, освіта вища, позапартійна | 31.10.2010   |                 |

Примітка: таблиця складена за даними сайту Верховної Ради України